# Ajatar
No folclore finlandês, o Ajatar (também escrito Aiatar, Ajattaro ou Ajattara) é um espírito conhecido como o "Diabo da Floresta". Esse espírito diabólico feminino se manifesta na forma de uma serpente ou de um dragão. Se diz que o Ajatar é a mãe do diabo. Ela propaga as doenças e a peste para qualquer um que lhe pareça fraco. Ela é capaz de amamentar as serpentes. Ajatar está relacionada ao Aitvaras lituano e ao Äi, Äijo ou Äijattar estoniano. Ela é semelhante à Tiamat babilônica, a dragoa-mãe dos deuses e deusas
A palavra "ajatar" é, talvez, derivado do verbo finlandês ajaa, "perseguir".